# Mario Armano
Mario Armano (* 25. Juli 1946 in Alessandria) ist ein ehemaliger italienischer Bobfahrer, der 1968 Olympiasieger im Viererbob war.
Armano war in der dritten italienischen Volleyball-Liga aktiv und versuchte sich in der Leichtathletik als Kugelstoßer und Diskuswerfer. Während seiner Militärzeit nahm er an einem Test für Anschieber im Bobsport teil und wurde 1967 erstmals in die Nationalmannschaft berufen. 
Seinen ersten internationalen Titel gewann er bei den Olympischen Winterspielen 1968 in Grenoble, als der von Eugenio Monti gesteuerte Viererbob mit Luciano De Paolis, Roberto Zandonella und Mario Armano die Goldmedaille mit neun Hundertstelsekunden auf den österreichischen Bob gewann. 1969 wechselten Zandonella und Armano zum Bobpiloten Gianfranco Gasperi. Bei der Bob-Weltmeisterschaft 1969 gewannen Gasperi und Armano die Bronzemedaille im Zweierbob. Im Viererbob belegten Gasperi, Sergio Pompanin, Zandonella und Armano den zweiten Platz hinter dem deutschen Bob. 1970 siegten Gasperi und Armano im Zweierbob bei der Bob-Europameisterschaft. Bei der Bob-Weltmeisterschaft 1970 in St. Moritz traten im Viererbob Nevio De Zordo, Roberto Zandonella, Mario Armano und Luciano De Paolis an und siegten vor den deutschen Titelverteidigern. Im Jahr darauf siegten Gaspari und Armano bei der Bob-Weltmeisterschaft 1971 im Zweierbob. Bei den Olympischen Spielen 1972 belegten Gasperi und Armano den vierten Platz im Zweierbob; im Viererbob erreichten Gasperi, Zandonella, Armano und De Paolis den achten Platz. Armano blieb noch bis 1976 aktiv, verpasste seine dritte Olympiateilnahme aber wegen einer Verletzung.
Beruflich war Armano bei einer Bank tätig, daneben wirkte er auf verschiedenen Ebenen im Bobverband und in den Sportgremien der Provinz Novara. 2009 wurden Mario Armano und Luciano De Paolis mit einer italienischen Fair-Play-Medaille ausgezeichnet. 